# Corporate Blog
Unter einem Corporate Blog bzw. Unternehmensblog versteht man das (oder den) Blog eines Unternehmens.
Weblogs sind als Kommunikationsinstrumente von Unternehmen relativ neu. Vor allem US-amerikanische Konzerne nutzen sie, sie verbreiten sich jedoch auch in Deutschland immer mehr.
Corporate Blogs treten in unterschiedlichen Formen auf und können unterschiedliche Funktion haben. Charakteristisch für Corporate Blogs ist, dass sie dazu dienen, Kommunikations- oder Marketingziele des Unternehmens zu verfolgen. Sie werden in der Regel von Mitarbeitern eines Unternehmens geführt. In den USA ist es üblich, alle geschäftsrelevanten Blogs, die Mitarbeiter pflegen, zu den Corporate Blogs zu zählen. Nicht immer sind Corporate Blogs eindeutig gebrandet, weil einige Mitarbeiter ihre Blogs eher als private verstehen bzw. das Unternehmen zunächst vorsichtig mit dem Kommunikationsinstrument experimentiert und damit nicht seine Marke beschädigen möchte.
Corporate Blogs können sowohl in der internen als auch in der externen Kommunikation eingesetzt werden.

## Arten
Ansgar Zerfaß, Universitätsprofessor in der Abteilung Kommunikationsmanagement und Public Relations am Institut für Kommunikations- und Medienwissenschaft der Universität Leipzig, unterscheidet Corporate Blogs nach Funktion:

### Knowledge-Blogs
Knowledge-Blogs werden vor allem im Intranet verwendet und dienen als Erfahrungsspeicher der Organisation. Mitarbeiter führen persönliche Journale. Sie können so untereinander auf das Wissen anderer Mitarbeiter zugreifen, es kommentieren und mit dem Autor des Blogs kommunizieren.

### Meeting-Blogs
Meeting-Blogs protokollieren den Inhalt von Treffen oder Meetings und können wahlweise geschlossen oder offen via Passwort geführt und organisiert werden.

### Service-Blogs
Mit Service-Blogs sollen Kunden zusätzliche Informationen zu Produkten gegeben und es ihnen ermöglicht werden, Verbesserungsvorschläge zu machen. Diese Informationen beinhalten unter anderem Bedienungsanleitungen und Fehlerbeschreibungen. Das ermöglicht dem Kunden Probleme eigenständig zu lösen, wodurch das Unternehmen Personalkapazitäten einsparen kann.

### Kampagnen-Blogs
Kampagnen-Blogs sind temporär angelegt und sollen eine PR- oder Werbekampagne unterstützen – zum Beispiel Themen besetzen und Aufmerksamkeit schon vor der Markteinführung wecken.
Eine Kampagnen-Blog-Aktion der Firma Coca-Cola war im Rahmen der Fußball-WM 2006 in Deutschland eine internationale Blogger-WG in Berlin.

### Themen-Blogs
Mit Hilfe von Themen-Blogs können Unternehmen ihre Kompetenz auf relevanten Bereichen nachweisen, z. B. wenn ein Pharmahersteller ein Blog zu allgemeinen Gesundheitsthemen führt. Insbesondere für kleinere Anbieter und Beratungsfirmen bieten sich Themen-Blogs zur Profilierung an.
Als Beispiel kann das Blog der Gartenmesse Spoga+gafa herangezogen werden, auf dem kontinuierlich Inhalte zum Thema Garten publiziert werden. An diesem Beispiel wird ebenfalls deutlich, dass Themenblogs oft Überschneidungen zu Kampagnenblogs aufweisen können. In diesem Fall ersetzt das Blog eine temporäre Werbekampagne und will stattdessen über themenrelevante Inhalte langfristig auffindbar sein.

### Produkt- und Marken-Blogs
Im Mittelpunkt steht bei Produkt-Blogs das Produkt selbst, bei Marken-Blogs die Marke.
Damit ähneln sie am ehesten der klassischen Werbung.

### Projekt-Blogs
Solche Blogs werden speziell zur Zusammenarbeit mit Zulieferern, Marktpartnern oder intern geschaffen, um die Arbeit an einem speziellen Projekt zu begleiten und zu dokumentieren. Neben einer Kommentarfunktion ist üblicherweise auch ein Kalender vorgesehen, um die Vereinbarung von Terminen zu erleichtern.

### Customer-Relationship-Blogs
Customer-Relationship-Blogs werden zur Schaffung einer Community genutzt, die sich an die Marke binden soll. Das Einsatzgebiet ist sowohl der B2B- als auch der B2C-Bereich, wobei die Bereiche inhaltlich unterschieden werden.

### Krisen-Blogs
Krisen-Blogs dienen der schnellen Reaktion auf Unternehmenskrisen, die z. B. Störfälle oder Produktmängel auslösen.
Besonders prominent sind sogenannte CEO- oder Executive-Blogs: Dabei schreiben Mitglieder des Unternehmensvorstandes ein persönliches, namentlich gekennzeichnetes Blog. Zu den bekanntesten zählen die Blogs von Robert A. Lutz, Vice-Chairman von General Motors, Martin Varsavsky von FON sowie von Jonathan I. Schwartz, CEO von Sun Microsystems (Seit 2012 nicht mehr aktualisiert). Zur Krisenkommunikation dienen auch Unternehmensblogs, die Kritiker zum Dialog einladen. BASF Plant Science erhielt für das Blog „Dialog Amflora“ zur Genkartoffel Amflora im Jahr 2011 den PR Report Award sowie den Deutschen Preis für Onlinekommunikation.
Das Gegenstück sind sogenannte Employee-Blogs, Weblogs, die Mitarbeiter des Unternehmens schreiben. Hier erhalten gewöhnliche Mitarbeiter die Gelegenheit zu bloggen, das Unternehmen greift nach Möglichkeit nicht ein und stellt lediglich die Technik und den Raum im Internet zur Verfügung.

## Anhang